# 102 Batalion Schutzmannschaft
102 Batalion Schutzmannschaft (niem. Schutzmannschaftsbataillon 102 – batalion policyjny Schutzmannschaft, kolaboracyjna jednostka zmilitaryzowanej policji podległa dowództwu niemieckiemu.

## Historia
Batalionem dowodził początkowo późniejszy major Ukraińskiej Armii Narodowej Szuryga. Batalion był rozlokowany na Wołyniu. Po dezercji ukraińskich policjantów w marcu 1943 został uzupełniony Polakami. Stacjonował w Krzemieńcu.